# Ronald Sanderson

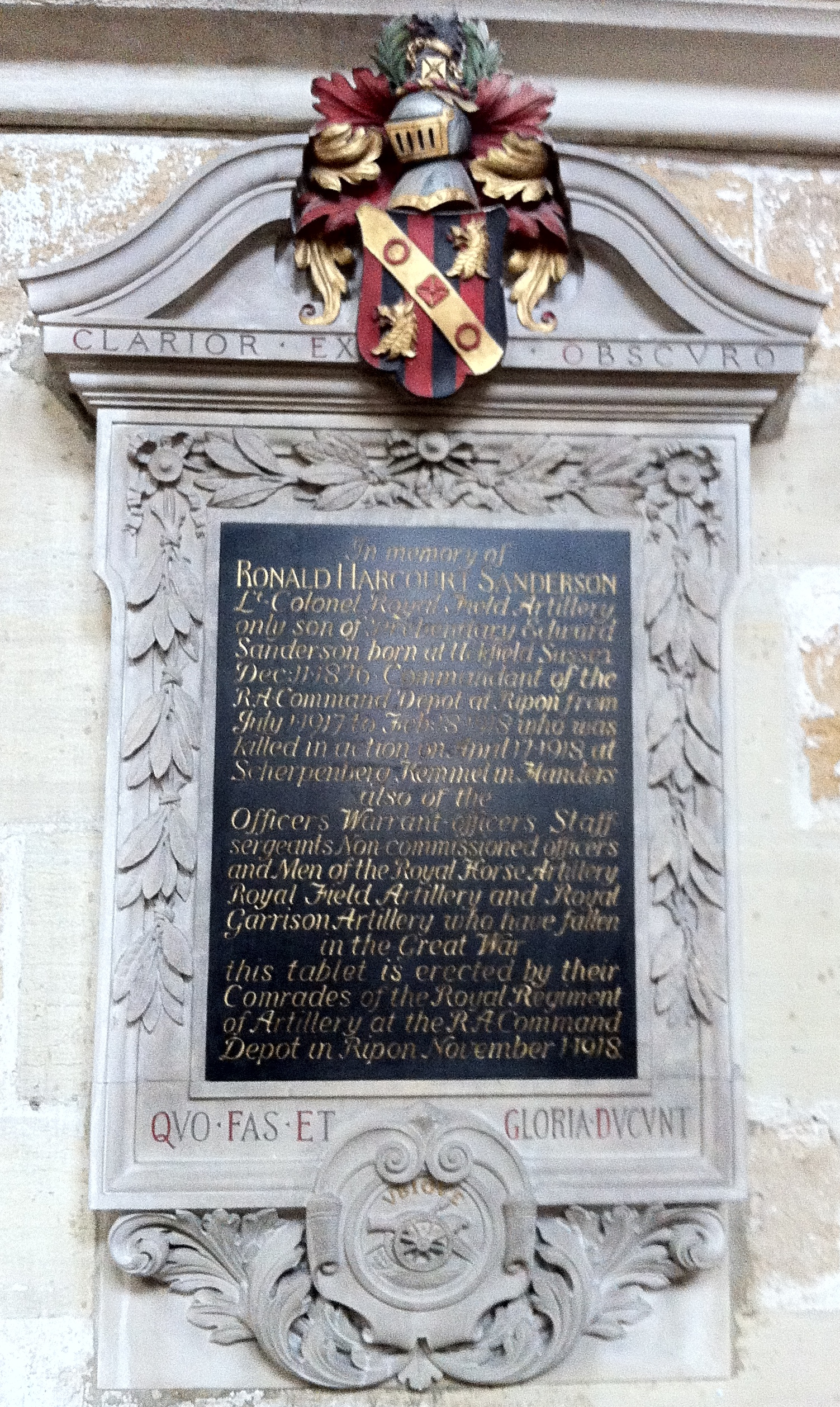
Memorial dedicat a Ronald Harcourt Sanderson a la Catedral de Ripon

Ronald Harcourt Sanderson (Uckfield, Sussex, 11 de desembre de 1876 – Gommecourt, Pas-de-Calais, França, 17 d'abril de 1918) va ser un remer anglès que va competir a cavall del segle xix i el segle xx. Morí al camp de batalla durant la Primera Guerra Mundial.
Nascut a Uckfield, Sussex, estudià a la Harrow School i al Trinity College de la Universitat de Cambridge. Guanyà les edicions de 1899 i 1900 de la regata Oxford-Cambridge. El 1908 disputà els Jocs Olímpics de Londres, on guanyà la medalla d'or en la prova del vuit amb timoner del programa de rem.
El 1900 s'incorporà a la Royal Horse Artillery i va servir com a sotstinent a la Segona Guerra Bòer. El 1902 fou ascendit a tinent.
Durant la Primera Guerra Mundial va servir al Royal Field Artillery. Fou reconegut com a cavaller i rebé la Legió d'Honor. Era tinent coronel quan fou mort al camp de batalla prop d'Ieper. Fou enterrat al proper Cementi militar de Lijssenthoek i a la catedral de Ripon hi té un memorial.